# トラム (ハウテン)

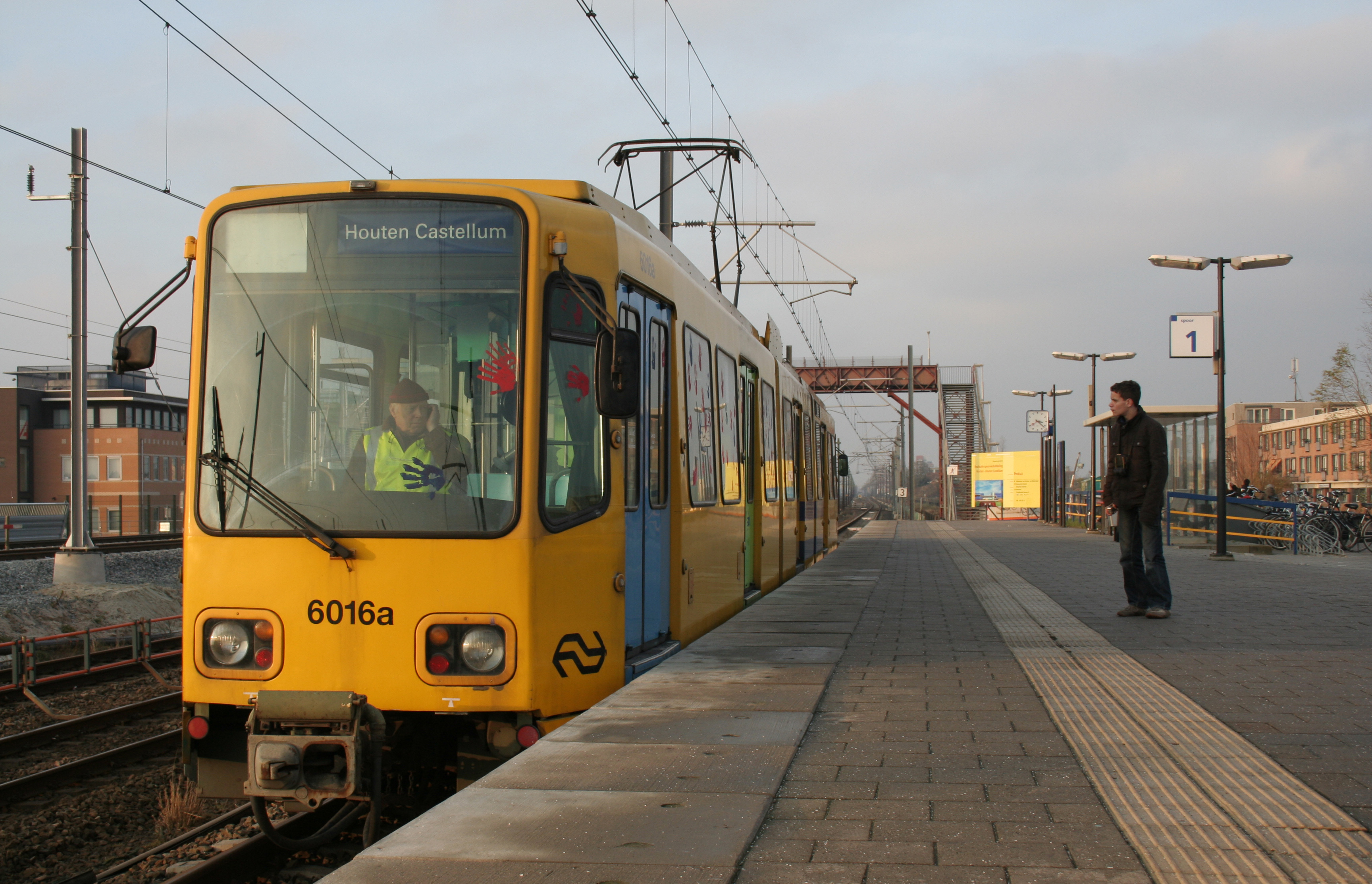
最終運行日のトラム
2008年12月13日

ハウテン・トラム（蘭: Tramlijn Houten - Houten Castellum）とは、オランダのハウテン市街地のハウテン駅とハウテン・カステラム駅を結ぶ全長1.9kmのライトレールの事である。全線にわたってオランダ鉄道の路線と平行して建設されており、2001年1月8日に開業し、2008年12月14日に廃止された。オランダで最も短距離のトラム路線であった。最高速度は40km/h、2駅間の所要時間は3分であった。
現在、オランダ鉄道の複線化工事を施工するため、ハウテン・カステラム駅は撤去されている。2010年に工事が完了し新駅が開設され、オランダ鉄道の列車が停車するようになる予定である。

## 駅
- ハウテン駅（Station Houten）
- ハウテン・カステラム駅（Houten Castellum）